# Кузембаев, Шапек
Шапек Кузембаев — советский хозяйственный, государственный и политический деятель, Герой Социалистического Труда.

## Биография
Родился в 1906 году в Казалинском районе. Член КПСС с 1939 года.
С 1926 года — на хозяйственной, общественной и политической работе. В 1926—1972 гг. — крестьянин, заведующий фермы совхоза «Коракул» Каракульского района Бухарской области, совхоза «Муборак» Касансайского района Кашкадарьинской области, заместитель директора совхоза «Муборак», заведующий фермой, заместитель директора, директор совхоза «Кенимех» Кенимехского района Бухарской области.
Указом Президиума Верховного Совета СССР от 6 августа 1958 года присвоено звание Героя Социалистического Труда с вручением ордена Ленина и золотой медали «Серп и Молот».
Делегат XXII съезда КПСС.
Умер в 1985 году.